# Hagelstadt
Hagelstadt là một đô thị ở huyện Regensburg bang Bayern thuộc nước Đức.